# Макинани, Кейли
Ке́йли Макина́ни (англ. Kayleigh McEnany; род. 18 апреля 1988, Тампа, Хилсборо, Флорида, США) — американский политический деятель, пресс-секретарь Белого дома с 7 апреля 2020 года по 20 января 2021 года.
Кейли начала свою карьеру в СМИ в качестве продюсера политического ток-шоу «Huckabee» на канале «Fox News». Впоследствии работала репортёром на «CNN». В 2017 году стала пресс-секретарём Национального комитета Республиканской партии.

## Биография
Макинани родилась и выросла в Тампе в семье владельца коммерческой кровельной компании Майкла Макинани и его супруги Линн Макинани. Кейли прошла обучение в Академии святых имен, которая представляла собой католическую школу. После её окончания она стала проявлять интерес к международной политике. Через некоторое время Макиани поступила в Школу дипломатической службы при Джорджтаунском университете в Вашингтоне. Она также прошла обучение за границей в колледже Сент-Эдмунд-Холл в Великобритании, являющимся частью Оксфордского университета. Во время учёбы в Оксфорде ей преподавал известный британский политик Ник Томас-Саймондс. После окончания Джорджтаунского университета Макинани работала в качестве продюсера шоу «Huckabee».
Через три года Макинани поступила в Школу юриспруденции при Университете Майами, а затем перевелась на юридический факультет Гарвардского университета. Она завершила своё обучение в 2016 году.

## Карьера
Будучи студентом, Макинани была знакома с несколькими известными политиками, включая Тома Галлахера, Адама Патнэма и Джорджа Буша-младшего, а позже работала в Управлении по коммуникациям при Белом доме, где писала брифинги для средств массовой информации.

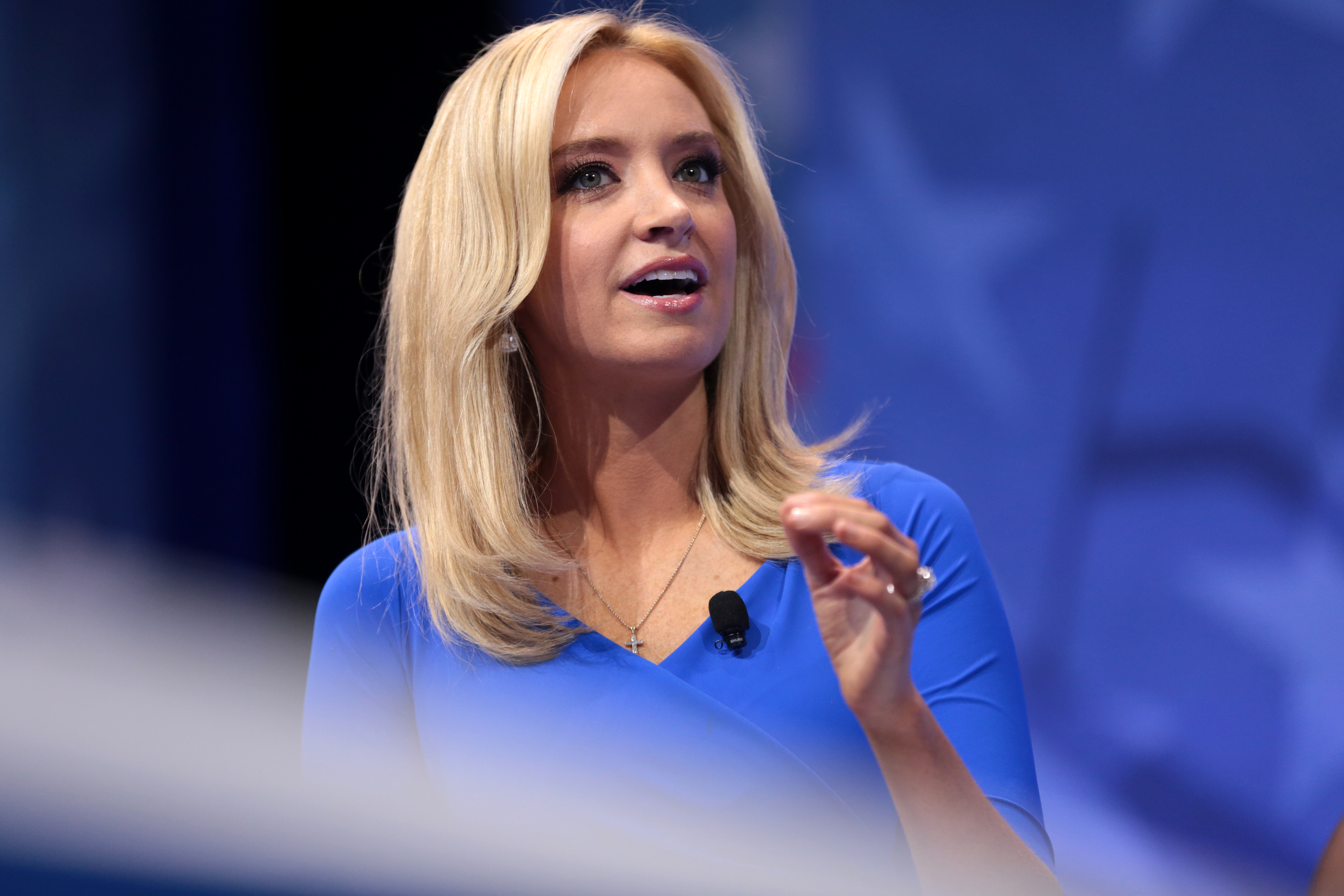
Кейли на конференции сторонников консервативных взглядов в Мэриленде, 2017 год

### СМИ
Во время учёбы на юридическом факультете Макинани была репортёром на канале «CNN». В начале 2015 года Кейли подвергла резкой критике Дональда Трампа, заявив, что тот, по её мнению, является «шоуменом» и было бы «неправильно» ассоциировать его персону с политикой Республиканской партии. Несмотря на это, спустя время она поддержала кандидатуру Трампа на президентских выборах 2016 года.
5 августа 2017 года Макинани покинула свой пост в «CNN». На следующий день она провела 90-секундную трансляцию в рамках еженедельной программы «Real News Update» на личной странице Трампа в «Facebook», где выразила поддержку политике президента. Кейли также заявила о том, что осветила «правдивые новости» для американского народа.
Бывший работодатель Майк Хакаби называл её «дотошным исследователем» и «необычайно подготовленным» журналистом.

### Республиканская партия
Макинани была тесно связана с Республиканской партией с тех пор, как проходила обучение в колледже. Она критиковала президентство Барака Обамы. В 2012 году Кейли опубликовала несколько твитов, ставящих под сомнение достоверность данных о происхождении 44-го президента США.
7 августа 2017 года была назначена на должность пресс-секретаря Национального комитета Республиканской партии.
За несколько недель до своего назначения пресс-секретарем Белого дома Макинани высоко оценила действия Трампа по борьбе с пандемией COVID-19, заявив:

«Этот президент всегда будет ставить Америку на первое место, он всегда будет защищать американских граждан. Надеюсь, нас не затронут такие болезни, как коронавирус, мы не увидим терроризма, и разве это не вдохновляет в сравнении с ужасным президентством Барака Обамы?»

Прогноз Кейли вызвал бурную реакцию СМИ. Они назвали его одним из «самых смелых и впечатляюще неверных прогнозов на 2020 год». Впоследствии Макинани заявляла, что демократы пытаются использовать тему коронавируса в собственных политических интересах.

### Пресс-секретарь Белого дома
В начале апреля 2020 года Марк Медоуз сменил Мика Малвейни на посту главы аппарата Белого дома. Его первым кадровым решением стало назначение Макинани пресс-секретарём Белого дома. Стефани Гришем, занимавшая эту должность до Кейли, стала главой администрации первой леди США Мелании Трамп.
На первом за год брифинге Кейли дала обещание журналистам не обманывать их, сказав следующее: «Я никогда не буду вам врать».
6 июля, проводя брифинг в Белом доме, Кейли выступила в защиту Дональда Трампа касательно его заявлений о том, что в 99-ти процентах случаев COVID-19 «практически не влияет на состояние человека»:

«Это было фактическое заявление, основанное на науке и демонстрирующее, что уровень смертности в нашей стране очень низкий. <…> Президент отметил тот факт, что большинство американцев, которые подхватят коронавирус, способны его легко побороть»

5 октября стало известно, что Макинани уходит на карантин и продолжит работать удалённо в связи со сдачей положительного тестом на COVID-19.
20 ноября на фоне появления спекуляций, касающихся того, что Трамп якобы дал личное распоряжение не вести переговоры с представителями Байдена сотрудникам Белого дома, Макинани провела пресс-конференцию, на которой заявила, что «не получала подобных указаний».
7 января 2021 года Кейли зачитала краткое обращение с осуждением насилия, имевшего место днём ранее в Вашингтоне. Брифинг продлился не более двух-трех минут. По его завершении пресс-секретарь отказалась отвечать на вопросы журналистов.

### Fox News
2 марта 2021 года Макинани присоединилась к команде телеканала «Fox News» в качестве эксперта. Позднее она стала соведущей шоу «Outnumbered» вместе с Харрис Фолкнер и Эмили Компаньо.

## Личная жизнь
18 ноября 2017 года Макинани вышла замуж за Шона Гилмартина, питчера Главной лиги бейсбола. 25 ноября 2019 года у пары родилась дочь Блейк.
В 2018 году из-за обнаружения генной мутации, которая с высокой долей вероятности могла привести к развитию рака молочной железы, Макинани перенесла профилактическую двойную мастэктомию.